# Újabb bolondos dallamok
Az Újabb bolondos dallamok (eredeti cím: The Looney Tunes Show) 2011-től 2013-ig futott amerikai televíziós 2D-s számítógépes animációs szitkom, amelyet Spike Brandt, Tony Cervone és Sam Register alkotott.
Eredetileg 2011. március 3-án mutatták be Amerikában a Cartoon Networkön. Magyarországon a Cartoon Network 2012. január 5-én mutatta be, 2012. szeptember 1-én az RTL Klub is bemutatta.

## Cselekmény

Tapsi Hapsi és Dodó Kacsa

A Bolondos dallamok sorozat szereplői, akik régóta szórakoztatják a tévénézőket, ismét összefognak. A sok jó barát, Tapsi Hapsi és Dodó kacsa, Cucu malac, Csőrike, Szilveszter, Gyalogkakukk és a többiek együtt élnek át ismét sok érdekes élményt.  Együtt bizonyítják be, hogy nagyon is nehéz volna az élet barátok nélkül, de úgy érzik, ha összetartanak, akkor számukra az élet még nehezebb is. Sok élményük során végül arra is rájönnek, hogy a barátság a legnagyobb kincs a világon.
A sorozat két legfontosabb szereplője: Tapsi, aki a répahámozó találmányával gazdag lett és jelenleg egy házban él Los Angeles külvárosában, valamint Dodó, akit Tapsi befogadott, és aki miatt a környék nem unatkozik. A sorozatban emellett feltűnnek egyes szereplők énekei valamint a Kengyelfutó Gyalogkakukk és a Prérifarkas animációs küzdelme is.

## Szereplők
| Szereplő                        | Eredeti hang                                                | Magyar hang                                           |
| ------------------------------- | ----------------------------------------------------------- | ----------------------------------------------------- |
| Tapsi Hapsi                     | Jeff Bergman                                                | Barát Attila                                          |
| Dodó kacsa                      | Jeff Bergman                                                | Gáspár András                                         |
| Csőrike                         | Jeff Bergman                                                | Kossuth Gábor                                         |
| Szilveszter                     | Jeff Bergman                                                | Pusztaszeri Kornél                                    |
| Bóbita kakas                    | Jeff Bergman                                                | Rosta Sándor                                          |
| Lola nyuszi                     | Kristen Wiig                                                | Pikali Gerda                                          |
| Tina Russo                      | Jennifer Esposito (1. évadban) Annie Mumolo (2. évadban)    | Németh Borbála                                        |
| Cucu malac                      | Bob Bergen                                                  | Kerekes József                                        |
| Tasmán ördög                    | Jim Cummings                                                | Saját hangján                                         |
| Rissz-Rossz Sam                 | Maurice LaMarche                                            | Schneider Zoltán                                      |
| Nagyi                           | June Foray                                                  | Kassai Ilona                                          |
| Boszi                           | Roz Ryan                                                    | Bókai Mária                                           |
| Szőreboglya                     | Kwesi Boakye                                                | Straub Martin                                         |
| Speedy Gonzales                 | Fred Armisen                                                | Debreczeny Csaba                                      |
| Marvin, a marslakó              | Eric Bauza                                                  | Király Attila                                         |
| Tosh                            | Jess Harnell                                                | Markovics Tamás                                       |
| Mac                             | Rob Paulsen                                                 | Seszták Szabolcs                                      |
| Elmer Fudd                      | Billy West                                                  | Csankó Zoltán                                         |
| Pepe lö Pici                    | René Auberjonois (1. évadban) Jeff Bergman (2. évadban)     | Háda János                                            |
| Pete puma                       | John Kassir                                                 | Bordás János                                          |
| Dr. Weisberg                    | Garry Marshall                                              | Orosz István                                          |
| Carol (Bóbita kakas titkárnője) | Grey DeLisle                                                | Szórádi Erika                                         |
| Walter (Lola apja)              | John O’Hurley                                               | Jantyik Csaba (1. évadban) Forgács Gábor (2. évadban) |
| Patricia (Lola anyja)           | Grey DeLisle (1. évadban) Wendi McLendon-Covey (2. évadban) | Ősi Ildikó (1. évadban) Némedi Mari (2. évadban)      |
| Frank (Tina apja) (2. évadban)  | Dennis Farina                                               | Jakab Csaba                                           |
| Henery héja (2. évadban)        | Ben Falcone                                                 | Straub Norbert                                        |
| Emma (Nagyi fiatalon)           | Stephanie Courtney                                          | Zsigmond Tamara                                       |
| Szilveszter anyja               | Estelle Harris                                              | Némedi Mari (1. évadban)                              |
| Alan (Szilveszter testvére)     | Jeff Glen Bennett                                           | Laklóth Aladár (1. évadban)                           |
| Cecil teknős (2. évadban)       | Jim Rash                                                    | Láng Balázs                                           |
| Petúnia (2. évadban)            | Katy Mixon                                                  | Mezei Kitty                                           |
| Rodney nyúl (2. évadban)        | Chuck Deezy                                                 | Bartucz Attila                                        |

## Epizódok
| Évad | Évad | Epizódok | Eredeti sugárzás | Eredeti sugárzás  | Magyar sugárzás                                                  | Magyar sugárzás                                                    |
| Évad | Évad | Epizódok | Évadpremier      | Évadfinálé        | Évadpremier                                                      | Évadfinálé                                                         |
| ---- | ---- | -------- | ---------------- | ----------------- | ---------------------------------------------------------------- | ------------------------------------------------------------------ |
|      | 1    | 26       | 2011. május 3.   | 2012. február 7.  | 2012. január 5. (Cartoon Network) 2012. szeptember 1. (RTL Klub) | 2012. november 11. (RTL Klub) 2012. november 18. (Cartoon Network) |
|      | 2    | 26       | 2012. október 2. | 2013. november 2. | 2013. április 5.                                                 | 2014. február 7.                                                   |

## Érdekességek
- A Tapsi Hapsi védjegyévé vált "What's up, doc?" magyarban nem a megszokott "Mi a hézag, hapsikám?", hanem a "Mi van, doki?".

## Fordítás
Ez a szócikk részben vagy egészben  a   The Looney Tunes Show című angol Wikipédia-szócikk fordításán alapul.  Az eredeti cikk szerkesztőit annak laptörténete sorolja fel. Ez a jelzés csupán a megfogalmazás eredetét és a szerzői jogokat jelzi, nem szolgál a cikkben szereplő információk forrásmegjelöléseként.